# 吐迷度
吐迷度（呉音：つまいど、漢音：とめいど、拼音：Tŭmídù、? - 648年）は、回紇部の俟利発（イルテベル：部族長）。姓は薬羅葛（ヤグラカル）氏で、名は吐迷度（トゥメド）。

## 生涯
貞観3年（629年）、菩薩が死去すると、その酋帥である胡禄俟利発の吐迷度は諸部とともに薛延陀部の多彌可汗を大破し、その余衆と領地を併合した。
貞観20年（646年）、回紇部は遂に南の賀蘭山を越えて黄河に臨み、唐に遣使入貢した。唐の太宗は回紇部が薛延陀部を破った功をもって内殿で宴を賜った。
貞観21年（647年）、太宗は鉄勒諸部から13の部族を選んで13の州府を置いた。このとき回紇部は瀚海都督府とされ、吐迷度は懐化大将軍を拝命し、瀚海都督となった。時に吐迷度はすでに可汗を自称しており、外宰相6名、内宰相3名を任命し、都督・将軍・司馬の号も使って官吏を割り振っていた。
貞観22年（648年）、突厥の車鼻可汗の婿であり吐迷度の兄の子である烏紇（ウイグル）は吐迷度の妻と姦通し、遂に同じく車鼻可汗の婿である倶陸莫賀達干（キュリュグ・バガ・タルカン：官名）の倶羅勃（キュレビル）と謀り、夜に部下10余騎に吐迷度を謀殺させ車鼻可汗へ帰来した。

## 参考資料
- 『旧唐書』（列伝第一百四十五 迴紇）
- 『新唐書』（列伝第一百四十二上 回鶻上）